# Drugi rząd Aigarsa Kalvītisa
Drugi rząd Aigarsa Kalvītisa (łot. Kalvīša 2. Ministru kabinets) – centroprawicowy gabinet koalicyjny rządzący Łotwą od 7 listopada 2006 do 20 grudnia 2007 (od 5 grudnia 2007 w stanie dymisji).

## Historia
Rząd powstał po wyborach parlamentarnych w 2006. Zastąpił pierwszy gabinet Aigarsa Kalvītisa. Nowy rząd został utworzony przez cztery ugrupowania: Pierwszą Partię Łotwy/Łotewską Drogę, Partię Ludową, TB/LNNK oraz Związek Zielonych i Rolników. Gabinet upadł na skutek masowych protestów społecznych przeciwko rządom oligarchów oraz zwolnieniu przez premiera szefa Biura Zwalczania i Zwalczania Korupcji (KNAB) Aleksejsa Loskutovsa. Funkcjonował do 20 grudnia 2007, gdy zaprzysiężono drugi rząd Ivarsa Godmanisa.

## Skład rządu
Premier
- Aigars Kalvītis (TP)

Minister obrony narodowej
- Atis Slakteris (TP)

Minister spraw zagranicznych
- Artis Pabriks (TP, do 28 października 2007), Māris Riekstiņš (TP, od 8 listopada 2007)

Minister ds. rodziny i dzieci
- Ainars Baštiks (LPP/LC)

Minister gospodarki
- Jurijs Strods (TB/LNNK, do 17 września 2007)

Minister finansów
- Oskars Spurdziņš (TP)

Minister spraw wewnętrznych
- Ivars Godmanis (LPP/LC)

Minister oświaty i nauki
- Baiba Rivža (ZZS)

Minister kultury
- Helēna Demakova (TP)

Minister zabezpieczenia społecznego
- Dagnija Staķe (ZZS, do 8 listopada 2007), Iveta Purne (ZZS, od 8 listopada 2007)

Minister rozwoju regionalnego i samorządności
- Aigars Štokenbergs (TP, do 19 października 2007), Edgars Zalāns (TP, od 8 listopada 2007)

Minister transportu
- Ainārs Šlesers (LPP/LC)

Minister sprawiedliwości
- Gaidis Bērziņš (TB/LNNK)

Minister zdrowia
- Gundars Bērziņš (TP, do 17 stycznia 2007), Vinets Veldre (TP, od 25 stycznia 2007)

Minister środowiska
- Raimonds Vējonis (ZZS)

Minister rolnictwa
- Mārtiņš Roze (ZZS)

Minister bez teki ds. e-administracji
- Ina Gudele (ZZS)

Minister bez teki ds. integracji społecznej
- Oskars Kastēns (LPP/LC)

Minister bez teki ds. pozyskiwania środków z Unii Europejskiej
- Normunds Broks (TB/LNNK)